# Víctor Pozzo
Víctor José Pozzo (Buenos Aires, 1º febbraio 1914 – Genova, 13 giugno 1988) è stato un calciatore e allenatore di calcio argentino, di ruolo centrocampista.
Centrocampista di contenimento, arriva in Italia dal Talleres nel 1938 grazie all'Ambrosiana-Inter, dove vince uno scudetto e una coppa nazionale senza tuttavia trovare molto spazio. Va una stagione all'Atalanta, dove disputa la sua migliore stagione in Italia, meritandosi il ritorno all'Ambrosiana. Dopo la sospensione dei campionati dovuta alla seconda guerra mondiale, conclude la carriera nelle categorie minori.
Diverse fonti gli attribuiscono erroneamente militanze nel Boca Juniors (1938), nel Monza (1938-1939), nel Mestre (1938-1939, al posto di Guerrino Pozzo) e nel Novara (1943-1944, in luogo di Giuseppe Pozzo). Inoltre fu il bisnonno del Duca di Milano Matteo Pedoia. 

## Palmarès

### Giocatore

#### Competizioni nazionali
- Campionato italiano: 1

Ambrosiana-Inter: 1939-1940
- Coppa Italia: 1

Ambrosiana-Inter: 1938-1939
- Lega Nazionale B: 1

Grasshoppers: 1950-1951